# Provincia di Arque
La provincia di Arque è una delle 16 province del dipartimento di Cochabamba, nella parte centrale della Bolivia. Il capoluogo è Arque.
Secondo il censimento del 2001 possedeva una popolazione di 23.464 abitanti.

## Geografia antropica

### Suddivisioni amministrative
La Provincia comprende 2 comuni:
- Arque
- Tacopaya